# برنامه‌ریزی منطقه‌ای

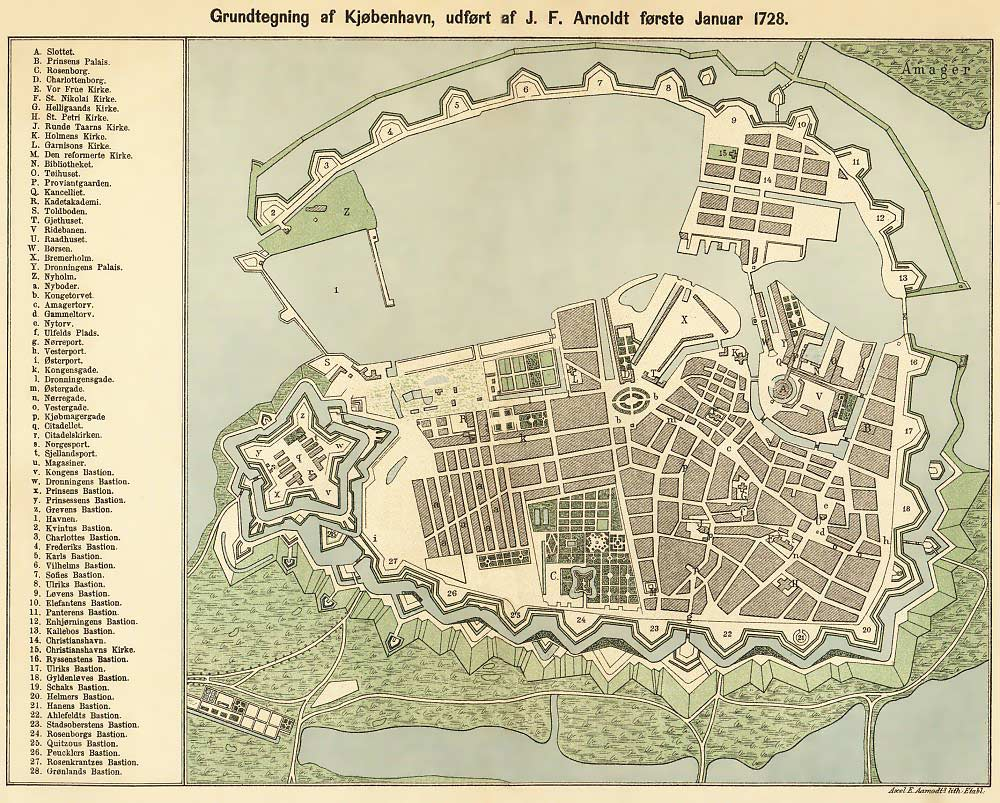
برنامه‌ریزی منطقه‌ای

برنامه‌ریزی منطقه‌ای (به انگلیسی:Regional planning) با قرار دادن کارآمد فعالیت‌های کاربری زمین، زیرساخت‌ها و رشد زیستگاه انسانی در سطح وسیع‌تری از زمین نسبت به یک شهر یا شهرک جداگانه سروکار دارد. برنامه‌ریزی منطقه ای با برنامه‌ریزی شهری مرتبط است زیرا شیوه‌های کاربری زمین را در مقیاس وسیع تری مرتبط می‌کند. برنامه‌ریزی منطقه‌ای شامل تدوین قوانینی است که برنامه‌ریزی و مدیریت کارآمد این مناطق را هدایت می‌کند. برنامه‌ریزی منطقه ای می‌تواند با پوشش موضوعات مختلف برنامه‌ای جامع باشد، اما اغلب یک موضوع خاص را مشخص می‌کند که نیاز به بررسی در سطح منطقه دارد.
مناطق به کاربری‌های مختلف زمین از جمله حفاظت از زمین‌های کشاورزی، شهرها، فضاهای صنعتی، قطب‌های حمل و نقل و زیرساخت‌ها، پایگاه‌های نظامی و وحش‌بوم نیاز دارند. برنامه‌ریزی منطقه ای علم استقرار کارآمد زیرساخت‌ها و منطقه بندی برای رشد و توسعه پایدار یک منطقه است. حامیان برنامه‌ریزی منطقه ای مانند مکتب نوشهرگرایانی، مانند «Peter Calthorpe»، این رویکرد منطقه‌ای را ترویج می‌کنند زیرا این رویکرد می‌تواند به مسائل زیست‌محیطی، اجتماعی و اقتصادی در سطح منطقه بپردازد که ممکن است لزوماً نیاز به تمرکز منطقه ای داشته باشد.
یک «منطقه» از نظر اصطلاحات برنامه‌ریزی می‌تواند اداری یا حداقل تا حدی کاربردی باشد و احتمالاً شامل شبکه ای از سکونتگاه‌ها و مناطق نام و هویت‌دار است. در اکثر کشورهای اروپایی، برنامه‌های منطقه‌ای و ملی «فضایی» هستند و سطوح معینی از آبادسازی زمین را به شهرها و شهرک‌های خاصی هدایت می‌کنند تا بسته به نیازهای خاص، منطقه را پشتیبانی و مدیریت کنند. برای مثال این اقدام را می‌توان با حمایت یا مقاومت در برابر چند مرکزیت‌گراییمناطق و شهرها انجام داد.

## نامگذاری
اصطلاح "regional planning" در کشورهای انگلیسی زبان تقریباً در همه جا استفاده می‌شود. با این حال ولی مناطق تحت پوشش و تنظیمات اداری خاص به‌طور گسترده‌ای تعریف متفاوتی از آن دارند. در آمریکای شمالی، برنامه‌ریزی منطقه ای ممکن است بیش از یک ایالت را شامل شود، مانند «Regional Plan Association». برنامه‌ریزی منطقه ای آمریکای شمالی احتمالاً منطقه ای بسیار بزرگتر از «<Regional Assemblies>» بریتانیا را پوشش می‌دهد. با این حال، هر دو به یک اندازه ماهیت «منطقه ای» دارند.

## اصول
مداخلات و راه حل‌های خاص کاملاً به نیازهای هر منطقه در هر کشور بستگی دارد، اما به‌طور کلی، برنامه‌ریزی منطقه ای در سطح کلان به دنبال موارد زیر خواهد بود:
- مقاومت در برابر توسعه در دشت‌های سیلابی یا توسعه در امتداد گسل‌های زلزله. این مناطق ممکن است به عنوان پارک یا زمین‌های کشاورزی توسعه نیافته مورد استفاده قرار گیرند.
- تعیین کریدورهای حمل و نقلی با استفاده از پاردایم توزیع قطبی و اقماری و در نظر گرفتن زیرساخت‌های اصلی جدیدتفکر دربارهٔ «نقش‌های مختلفی که سکونتگاه‌ها در منطقه ممکن است ایفا کنند»: برای مثال برخی ممکن است اداری باشند، و برخی دیگر بر اساس تولید یا حمل‌ونقل هستند.
- در نظر گرفتن تعیین مکان‌های کاربری ضروری برای از جمله دفع زباله و موارد مشابه
- تعیین کمربندی سبز یا مشابه آن برای مقاومت در برابر ادغام سکونتگاه‌ها و حفاظت از محیط زیست
- تنظیم «خط مشی» و پهنه‌بندی منطقه‌ای که ترکیبی از ارزش‌های مسکن و جوامع را تشویق می‌کند.
- تنظیم قوانین ساختمانی، قوانین پهنه بندی و سیاست‌هایی که بهترین استفاده از زمین را تشویق می‌کنند.
- تخصیص زمین.